# Arctia gloriosa
Arctia gloriosa là một loài bướm đêm thuộc phân họ Arctiinae, họ Erebidae.